# Esteban Cifuentes
Esteban Cifuentes Surroca (* 1914 in Barcelona; † 30. Oktober 1938 in Arras) war ein spanischer Fußballspieler.

## Karriere
Cifuentes begann seine Laufbahn in Spanien, wo er im Verlauf der Saison 1932/33 zweimal im Trikot des FC Barcelona in der höchsten Liga des Landes auflief. Bei dem Klub konnte der Stürmer sich zwar nicht durchsetzen, schaffte in der Spielzeit 1934/35 allerdings die Rückkehr in die Liga, wobei er für den Stadtkonkurrenten Espanyol Barcelona zu regelmäßigen Einsätzen kam. 
Anschließend wechselte er ins Nachbarland Frankreich und unterschrieb 1937 beim Erstligisten Racing Straßburg; über sporadische Einsätze kam er jedoch nicht hinaus, sodass er dem Verein ein Jahr später den Rücken kehrte und beim französischen Zweitligisten Olympique Nîmes Arbeit fand. Während eines Auswärtsspiels seiner Mannschaft bei Arras Football erlitt er im Oktober 1938 einen Herzinfarkt.